# صدامية

صدام حسين الذي سميت الصدامية باسمه

صدامية والمعروفة أيضًا باسم البعثية الصدامية هي أيديولوجية سياسية بعثية مبنية على الأفكار السياسية والتفكير لصدام حسين، الذي شغل منصب رئيس العراق من عام 1979 إلى عام 2003.   وهي تتبنى القومية العربية والاشتراكية العربية والقومية العربية، بالإضافة إلى عالم عربي يتمركز في العراق ويدعو الدول العربية إلى تبني الخطاب السياسي الصدامي ورفض "الخطاب الناصري " الذي يدعي أنه انهار بعد حرب الأيام الستة عام 1967.  وهي عسكرية وتنظر إلى النزاعات والصراعات السياسية بطريقة عسكرية على أنها "معارك" تتطلب "قتالًا" و"تعبئة" و"ساحات معارك" و"حصونًا" و"خنادق".  حظيت الصدامية بدعم رسمي من حكومة صدام حسين وحزب البعث العربي الاشتراكي العراقي الحاكم وروجت لها صحيفة بابل اليومية العراقية المملوكة لابن صدام عدي حسين.
وُصفت الصدامية في كثير من الأحيان بأنها أيديولوجية استبدادية وشمولية تهدف إلى السيطرة على جميع جوانب الحياة العراقية، واتهمها النقاد بدمج " القومية العربية السنية ، والستالينية المربكة، والحماسة الفاشية للوطن وزعيمه"، بالإضافة إلى تمكين صدام من توليد عبادة شخصية تدور حوله.  ومع ذلك، فقد تم الطعن في قابلية تطبيق هذه التسميات.  ساهمت الطبيعة اليمينية للصدامية في التنافس بين البعثيين مع البعثيين الجدد من أقصى اليسار وعائلة الأسد التي تولت السلطة في سوريا البعثية . 

## علم أصول الكلمات
تم صياغة مصطلح "الصدامية" من قبل وسائل الإعلام العراقية، مجسدًا صفات القيادة الخاصة لصدام حسين والروابط القوية بينه وبين الشعب. 

## المبادئ

### البعثية
استند صدام حسين في آرائه السياسية وأيديولوجيته على آراء ميشيل عفلق، المؤسس الرئيسي للبعثية. وكان صدام حسين أيضًا قارئًا نهمًا لمواضيع القوى الأخلاقية والمادية في السياسة الدولية.  كانت حكومة صدام حسين تنتقد الماركسية الأرثوذكسية وعارضت المفاهيم الماركسية للصراع الطبقي ودكتاتورية البروليتاريا والإلحاد، وكذلك الادعاء الماركسي اللينيني بأن الأحزاب غير الماركسية اللينينية هي برجوازية بطبيعتها تلقائيًا - مدعيًا أن حزب البعث هو حركة ثورية شعبية وأن الشعب على هذا النحو رفض السياسة البرجوازية الصغيرة. 
ادعى صدام حسين أن الأمة العربية لا تمتلك البنية الطبقية التي تمتلكها الأمم الأخرى وأن التقسيم الطبقي كان أكثر على أسس وطنية بين العرب وغير العرب منه داخل المجتمع العربي.  ومع ذلك، فقد تحدث بمودة عن لينين وأثنى عليه لمنحه الماركسية الروسية خصوصية روسية فريدة لم يكن ماركس وحده قادرًا على القيام بها. كما أعرب عن إعجابه بقادة شيوعيين آخرين، مثل فيدل كاسترو وهو تشي مينه وجوزيف بروز تيتو بسبب روحهم في تأكيد الاستقلال الوطني بدلاً من شيوعيتهم. 

### القومية العربية
سعى صدام حسين وأيديولوجيوه إلى ربط الحضارة البابلية والآشورية القديمة في العراق بالقومية العربية ، زاعمين أن البابليين والآشوريين القدماء هم أسلاف العرب. وهكذا، يدّعي صدام حسين وأنصاره عدم وجود تعارض بين التراث الرافديني والقومية العربية. 
صوّر صدام العراق على أنه حصن العالم العربي ضد التوسع الإيراني خلال الحرب العراقية الإيرانية من عام 1980 إلى عام 1988.  وبدعم من الدول العربية الأخرى، وخاصة دول الخليج ، أصبح صدام "المدافع عن العالم العربي" ضد إيران التوسعية الثورية والأصولية والإسلامية الشيعية.  اعترفت الأردن ودول الخليج بصدام كمدافع عن القومية العربية.  ولمنع الشيعة العراقيين من تبني الخمينية والانضمام إلى إخوانهم في الدين في إيران، ركز صدام بشكل أكبر على الطابع العربي للعراق بدلاً من الطابع الفارسي للإيرانيين. 

### الاشتراكية العربية
كان حزب البعث الحاكم في عهد صدام رسميًا اشتراكيًا عربيًا . ومع ذلك، وُصفت اشتراكية صدام بأنها "ليست سوى شعبوية متقطعة، تجمع بين اقتصاد دولة مُحكم الرقابة وقدر من حرية المبادرة "، بهدف مزعوم هو تعزيز مكانته السياسية. 

### الإسلاموية

صدام حسين يصلي، 1976

كان صدام من أبرز دعاة القومية العربية الإسلامية. خلال الحرب العراقية الإيرانية، ركّز صدام على أصوله الشريفة ليستمدّ شرعيته الدينية من شكل تقليدي.  دعم صدام الانتفاضة الإسلامية في سوريا من عام 1980 إلى عام 1982، وزوّد جماعة الإخوان المسلمين المتمردة بتدفق مستمر من الأسلحة والإمدادات. 
في يونيو/حزيران 1993، أطلق صدام حسين " الحملة الإيمانية"، بإشراف عزت إبراهيم الدوري. هدفت هذه السياسة الجديدة إلى تعزيز الفكر الإسلامي وتشجيع التدين الشعبي في المجتمع العراقي.  ووُصفت هذه الحملة بأنها "تسييس شامل للإسلام " من قِبل حزب البعث، وشكلت تحولاً عن الحكم العلماني السائد في ثمانينيات وسبعينيات القرن الماضي.  منحت الحملة مزيدًا من الحريات للجماعات الإسلامية، وخصّصت موارد أكبر للبرامج الدينية، وزادت من استخدام العقوبات الإسلامية، وركزت بشكل أكبر على الإسلام في جميع قطاعات الحياة العراقية، مع الحفاظ على القومية العربية. 

## السياسات الصدامية

### السياسة الاقتصادية والاجتماعية
وفقًا لفيبي مار، وفّر صدام "مزايا صحية وتعليمية واجتماعية واسعة النطاق تجاوزت بكثير ما وفّره أي نظام سابق".  نفّذ صدام إصلاحًا زراعيًا، وجعل المستشفيات والتعليم مجانيين، وضاعف عدد الطلاب في المدارس، وطوّر البنية التحتية مثل الطرق، وتوفير الكهرباء والمياه، بالإضافة إلى زيادة متوسط العمر المتوقع وخفض وفيات الأطفال. 
فرض صدام الرسوم الجمركية وحمى الصناعات المحلية. كما رعى برامج التصنيع. ارتفعت عائدات النفط من مليار دولار عام ١٩٧٢ إلى ٣٣ مليار دولار عام ١٩٨٠.  بعد الغزو العراقي للكويت وحرب الخليج التي تلتها عام ١٩٩١، فرضت الأمم المتحدة عقوبات على العراق . تسبب هذا في تدهور اقتصادي حاد، حيث انخفض الناتج المحلي الإجمالي للعراق من ٦٦.٢ مليار دولار عام ١٩٨٩ إلى ١٠.٨ مليار دولار عام ١٩٩٦، بينما انخفض دخل الفرد السنوي من ٣٥١٠ دولارات عام ١٩٨٩ إلى ٤٥٠ دولارًا عام ١٩٩٦. 
قدم صدام برامج الضمان الاجتماعي مثل إعانات الإعاقة التي منحت الأشخاص ذوي الإعاقة مساعدة مالية. كما قدم تغطية الرعاية الصحية لضمان حصول المواطنين العراقيين على الرعاية الصحية والأدوية عند الحاجة. تدهورت الرعاية الصحية في التسعينيات بسبب عقوبات الأمم المتحدة التي قيدت المعدات والإمدادات الطبية الأساسية من دخول العراق.  يُعتقد أن عقوبات الأمم المتحدة تسببت في وفاة حوالي 500000 عراقي بسبب نقص الغذاء والدواء الناجم عن الحصار. 
استثمر صدام حسين بشكل كبير في مشاريع البنية التحتية، مثل الطرق والجسور والمباني العامة.   ساهم هذا في تحديث المدن العراقية وتحسين البنية التحتية الشاملة للعراق.  ركز صدام على تحسين الوصول إلى التعليم والرعاية الصحية.    استثمرت الحكومة في بناء المدارس والمستشفيات، وارتفعت معدلات معرفة القراءة والكتابة في العراق بشكل كبير.    نفذ صدام سياسات تهدف إلى تعزيز حقوق المرأة في العراق. 

### دعم القضية الفلسطينية
كان صدام حسين أيضًا من أشدّ داعمي القومية الفلسطينية. فقد آوى ودعم العديد من المنظمات الفلسطينية المسلحة، مثل منظمة التحرير الفلسطينية ، وجبهة التحرير الفلسطينية، وجبهة التحرير العربية، ومنظمة أبو نضال. بالإضافة إلى ذلك، دعم عائلات الانتحاريين الفلسطينيين الذين استشهدوا خلال الانتفاضة الثانية. في أبريل/نيسان 2002، زاد صدام المساعدات المالية المقدمة لعائلات الشهداء الفلسطينيين من 10,000 دولار إلى 25,000 دولار. وورد أن ممثل الضفة الغربية، محمود بشارات، الذي كان يوزع الأموال على العائلات الفلسطينية، قال: "يجب أن تسألوا الرئيس صدام عن سبب سخائه هذا. لكنه ثوري ويريد لهذا النضال المتميز، الانتفاضة، أن يستمر". 
في أبريل 1990، هدد صدام بتدمير نصف إسرائيل بالأسلحة الكيميائية إذا تحركت ضد العراق. وفي عام 1991، أمر صدام بشن حملة صاروخية ضد إسرائيل . أطلق العراق 42 صاروخ سكود على الأراضي الإسرائيلية، وخاصة تل أبيب وحيفا ، وسط حرب الخليج.  وأسفرت الهجمات عن مقتل ما بين 11 و74 إسرائيليًا. لم ترد إسرائيل على العراق بسبب الضغوط التي مارستها الولايات المتحدة. 
لا يزال صدام شخصية بطولية في الضفة الغربية وقطاع غزة، حيث يتذكره سكانها كزعيم عربي كان مستعدًا لتحدي الولايات المتحدة وإسرائيل.  في العالم العربي ، يحظى صدام باحترام كبير، وخاصة لدعمه للقضية الفلسطينية .  بُني نصب تذكاري مخصص لصدام في قلقيلية،    وتوجد العديد من الصور وأشكال أخرى من النصب التذكارية في جميع أنحاء فلسطين.   ولا يزال معروفًا على نطاق واسع بالتزامه بالقضية الفلسطينية وموقفه المناهض للصهيونية . في عام 2001، قال صدام على شاشة التلفزيون العراقي: 
 

### عبادة الشخصية

لوحة تصور صدام حسين وهو يحمل بندقية هجومية مع صور لبابل القديمة بما في ذلك بوابة عشتار على الخلفية اليسرى والقوات العسكرية العراقية في الخلفية اليمنى.

أصبحت عبادة شخصية صدام حسين سمة بارزة في الثقافة الشعبية العراقية. وقد أقيمت آلاف الصور والملصقات والتماثيل والجداريات تكريمًا له في جميع أنحاء العراق.  كان وجهه مرئيًا على المباني الإدارية والمدارس والفصول الدراسية والمطارات والمتاجر، وكذلك على جميع فئات الدينار العراقي. كان صدام يهدف إلى جذب جميع جوانب المجتمع العراقي. ارتدى ملابس بدوية ، والملابس التقليدية للفلاحين العراقيين ، وحتى الملابس الكردية. كما ظهر بملابس غربية لإبراز صورة زعيم حضري وحديث. كما صور نفسه على أنه مسلم سني متدين، يرتدي غطاء رأس كاملًا ورداءً، ويصلي باتجاه مكة، ولكن في أغلب الأحيان، كان يظهر مرتديًا زيًا عسكريًا.

### التطهيرات والإعدامات
كان صدام معروفًا باستخدامه الإرهاب ضد مواطنيه. وصفته مجلة الإيكونوميست بأنه "أحد آخر ديكتاتوريي القرن العشرين العظماء، ولكنه ليس أقلهم غرورًا أو قسوة أو رغبةً مرضيةً في السلطة".  تسبب نظام صدام في مقتل ما لا يقل عن 250 ألف عراقي  وارتكب جرائم حرب في إيران والكويت والمملكة العربية السعودية. أصدرت هيومن رايتس ووتش ومنظمة العفو الدولية تقارير منتظمة عن انتشار السجن والتعذيب. كما استغل صدام ثروة العراق النفطية لبناء نظام رعاية لمؤيدي نظامه. 
شُنّت حملة الأنفال عام ١٩٨٨ في المناطق الشمالية من العراق ردًا على التمرد الكردي المدعوم من إيران. وتُقدّر منظمة هيومن رايتس ووتش مقتل ما بين ٥٠ ألفًا و١٠٠ ألف شخص.  وفي أعقاب حرب الخليج الكارثية، ثار الشيعة في جنوب العراق وأعدموا مسؤولين بعثيين خلال انتفاضة عام ١٩٩١. ردّ صدام بالقمع، فقتل أعداءه والمعارضين السياسيين المشتبه بهم، مما أسفر عن مقتل حوالي ١٥٠ ألف شيعي عراقي . 

### العلمانية والطائفية
في ظل حكم صدام، كان الصراع السني الشيعي اختلافًا وطنيًا أكثر منه دينيًا. استُخدم مصطلح " العجم " (غير العرب) لتشويه سمعة النشطاء الشيعة والمعارضين السياسيين، وخاصة الإيرانيين.  وعلى الرغم من أن صدام روّج في البداية للعلمانية واللاطائفية، إلا أن حكمه شهد عنفًا طائفيًا. حكمت العراق نخبة عربية سنية، على الرغم من السماح للشيعة والأكراد بالمساعدة في بناء الأمة شريطة ألا يثيروا أي مشاكل.  حظر صدام وقمع المظاهر العامة الشيعية للتطبير وعاشوراء والحداد على محرم .   أصبحت التوترات الطائفية واضحة خلال الثورة الإيرانية عام 1979 والحرب العراقية الإيرانية التي تلت ذلك. بدأ الزعيم الإسلامي الشيعي الجديد لإيران، روح الله الخميني، حملة دعائية تدعو الشيعة العراقيين إلى قبول الخمينية والتمرد على نظام صدام البعثي الذي يهيمن عليه السنة. 
على الرغم من مخاوف صدام من الاضطرابات، إلا أن محاولات إيران لتصدير ثورتها الإسلامية باءت بالفشل إلى حد كبير في حشد الدعم من الشيعة في العراق ودول الخليج. اختار معظم الشيعة العراقيين، الذين شكلوا غالبية القوات المسلحة العراقية ، بلدهم على إخوانهم الشيعة الإيرانيين خلال الحرب العراقية الإيرانية.  لإحباط تهديد المعارضة الشيعية خلال الحرب، أجرى صدام تحسينات للمجتمع الشيعي.  دعا عددًا كبيرًا من الشيعة للانضمام إلى حزب البعث الحاكم، وهو تحول عن استبعادهم السابق من هذه المنظمة السياسية.  شكل الشيعة الأغلبية في الهيئة الحاكمة للحزب و40٪ من عضوية الجمعية الوطنية العراقية. 
بعد حرب الخليج، شارك الشيعة في انتفاضة طائفية إلى حد كبير ضد نظام صدام. حمل المتمردون الشيعة صورًا لقادة دينيين شيعة مثل الزعيم الإيراني الخميني، بالإضافة إلى رموز دينية شيعية.  قمع النظام الانتفاضات من خلال استخدام القوة والإعدامات الجماعية، وتمكنت الدولة السنية من استعادة النظام.  طوال التسعينيات، اعتمد صدام بشكل أكبر على المسؤولين العرب السنة من قبيلته البو ناصر.  ومع ذلك، تمامًا مثل المجتمعات الأخرى، كان هناك موالون شيعة، خدموا في حكومته، مثل سعدون حمادي ومحمد سعيد الصحاف.